# Spergularia bocconei
Spergularia bocconei is een plantensoort uit de anjerfamilie (Caryophyllaceae). De soort is vernoemd naar de Siciliaanse botanicus Paolo Boccone. George Heinrich Adolf Scheele was in 1843 de eerste die de soortnaam geldig publiceerde, als Alsine bocconi. Scheele citeerde daarbij de naam "Arenaria bocconi" van Joseph-François Soleirol (1781–1851), een nomen nudum dat in 1840 als variëteit van Arenaria media L. (=Spergularia media) was gepubliceerd door Ernst Gottlieb von Steudel, die vermeldt dat de plant op Corsica was verzameld. In 1919 plaatste Paul Graebner de soort als Spergularia bocconei in het geslacht Spergularia. Pedersen plaatste de soort in 1984 in het geslacht Spergula omdat hij de naam Spergularia in de synonymie van Spergula plaatste, een keuze die weinig navolging kreeg.
Spergularia bocconei is een laagblijvende plant van kwelders, zoutmoerassen, en zandige bodems op zeeniveau. Ze bloeit in het voorjaar. De soort komt van oorsprong voor in het zuiden en westen van Europa, in het gebied van de Middellandse Zee, en langs de Atlantische kust van Spanje, Portugal en Frankrijk, tot aan de Kanaaleilanden. Ze is ingevoerd in Californië en Oregon in de Verenigde Staten en komt daar nu ook in het wild voor.

## Spelling van de naam
Van het epitheton van deze soort komen in de literatuur drie schrijfwijzen voor: bocconi, bocconei en bocconii. In het eerste geval wordt de eerste publicatie van de naam door Scheele in 1843 gevolgd, in het tweede geval die van de combinatie zoals die in 1919 door Graebner werd gepubliceerd, de derde variant is zeer zeldzaam.
De toenamen bocconi en bocconii zijn afgeleid van gelatiniseerde vormen van Boccones naam: "Bocconus" en "Bocconius". Toen Graebner de soort in 1919 in een ander geslacht plaatste, was inmiddels de tweede editie van de Règles internationales de la nomenclature botanique (1912) verschenen. Die voorzag niet in gelatiniseerde namen van mensen maar adviseerde om een soortnaam waarin een man vernoemd werd, te vormen door een -i achter de naam te plaatsen indien die eindigde op een klinker anders dan een -a. Graebner volgde dus de geldende regels door bocconei te spellen. In latere edities van de Code werd er een bepaling toegevoegd dat afleiden van een gelatiniseerde vorm van een naam is toegestaan als er een lang gevestigde gelatiniseerde naam voorhanden is.
Boccone gebruikte zelden een gelatiniseerde vorm van zijn naam: in al zijn boeken bijvoorbeeld, zelfs degene die in het Latijn werden uitgegeven, staat zijn naam als "Paolo Boccone" op de titelpagina, hoewel dat niet volgens het gebruik van die tijd was. Linnaeus noemde hem "Bocco" (genetivus: bocconis), mogelijk omdat hij dacht dat "Boccone" een ablativus was. Van Boccones naam lijkt dus geen gevestigde gelatiniseerde vorm te bestaan. In dat geval is bocconei de te prefereren vorm, maar andere opvattingen zijn mogelijk.